# 蒸气波
蒸气波（英語：Vaporwave）是一种电子音乐和視覺藝術类型，出现于2010年初的互联网社区，随后逐渐从网络模因发展成为了艺术运动。这类作品侧重于20世纪80年代、90年代的美国、日本流行文化元素，包括城市生活、购物中心、商业广告、电子游戏、科技和早期互联网等，也受到赛博朋克科幻的影响。其音乐大量使用同时代的城市流行、休息室音乐、滑顺爵士乐、电梯音乐等商业音乐作为素材，进行采样和编辑。《Vice》的米歇尔·洛克（Michelle Lhooq）表示，即使蒸气波的素材来自「糟糕」、「垃圾」的商业音乐，但蒸气波并不是为了模仿或者重新创作商业音乐，而是把商业音乐变成「更性感」的合成音乐。参与者将蒸气波的风格称为「美学」，为了与自身风格一致，常使用全角字符写作ＡＥＳＴＨＥＴＩＣＳ。
蒸气波表现出了对资本主义、消费主义和全球化一种模棱两可的反思。一方面，有评论者认为蒸气波是反资本主义和反消费主义的，以反讽的手法对其进行批判；同时也有评论认为，蒸气波体现出对昔日繁荣社会的怀旧情怀，表现出复古未来主义。而个人电脑和影音娱乐等科技元素，唤起了人们的文化记忆，以及昔日乌托邦主义远景破灭的叹息；而《布鲁克林铁路》杂志的一篇评论则表示，蒸气波表达了对当下政治失败和社会异化的不满，但与朋克摇滚的那种「原始的能量」相比，蒸气波则侧重于被动的接受，表现出失落和委靡不振的情绪。
该运动发源于网络，早期成员来自 Last.fm、Reddit 和 4chan 等在线社区，随后则有更多的创作者涌入，多数都以网名活动，并使用 Bandcamp 网站发布作品。《布鲁克林铁路》的文章评论说，蒸气波是第一个从生到死都完全发生于互联网上的音乐流派。

## 衍生視覺藝術

邁阿密風雲（Miami Vice）的設計風格

蒸气波在音樂出現後衍生出一系列的視覺元素，通常包括：
| 元素                             | 圖例 | 詮釋 |
| -------------------------------- | ---- | --- |
| 粉紅和粉綠色等粉彩色的配合       |      | 常見於1980年代的装饰风艺术設計風格                                                                              |
| 棕櫚樹和陽光與海灘               |      | 取自迈阿密的明媚風光，尤如1984年邁阿密風雲劇集嚮往的生活                                                        |
| 古希臘雕塑和建築                 |      | 1980年代購物商場，尤其於美國，喜愛選用的元素                                                                    |
| 低分辨率和壓縮失真的濾鏡         |      | 故障艺术，模仿當年的陰極射線管电视机和VHS家用錄影系統，体现昔日愿景的破灭                                       |
| 虚拟现实網格、赛博空间           |      | 源於1982年電影《TRON》、1984年威廉·吉布森的《神经漫游者》電子世界的概念，网络乌托邦主义对互联网无限可能性的向往 |
| 1980年代大眾傳媒的產品廣告       |      | 如可口可乐和百事可樂，諷刺消費主義和物質主義嘗試塑造的美好願景                                                  |
| 日語文字和日本動漫的像素平面藝術 |      | 1980年代资本主义下的日本在文化和市場地位舉足輕重                                                                |
| 早期電腦設計及3D繪圖             |      | 1990年代操作系统 Windows 95 剛普及和互联网的興起                                                                |
| 紐約世界貿易中心雙子塔的圖片     |      | 2001年的911事件彷佛象徵20世紀正式完結                                                                           |

## 其他趋势和流派
蒸气波音乐和其「美学」也受到了许多法西斯主义者和另类右派的欢迎。2015年，YouTube上出现了以政治与法西斯主义为主题的蒸气波作品，名为「法合波」（Fashwave），由「法西斯主义」（fascist）和「合成波」（synthwave）结合而来。 此外，还有人创作了以唐纳德·特朗普为主题的「川普波」（Trumpwave）。
《Vice》杂志认为，由于蒸气波音乐对商业文化模棱两可的态度，让另类右派能够把这类音乐解读为对「种族纯洁与资本主义飞速发展的80年代」的向往。而《卫报》的评论家迈克尔·汉恩则表示，音乐史上早就出现过类似现象，不论是80年代的朋克摇滚乐队Oi!，还是90年代的金属乐队维京金属都是例子，他认为和上述流派一样，法合波成为主流的可能性非常低。
還有其他子流派包括：
- Mallsoft
- Future funk
- Simpsonwave

## 作曲家和作品
- 「2814（英语：2814）」：该组合的成员有「t e l e p a t h テレパシー能力者」和「HKE」，发表同名专辑《２８１４》和《新しい日の誕生》。[22]
- 「Vektroid（英语：Vektroid）」：本名拉莫纳·安德拉·泽维尔（Ramona Andra Xavier），曾使用「Macintosh Plus」、「情報デスクVIRTUAL」等艺名，其专辑《フローラルの専門店》（Floral Shoppe）是蒸气波的代表作品。[23]
- 詹姆斯·费拉罗（英语：James Ferraro）：《Far Side Virtual（英语：Far Side Virtual）》
- nano神社[24]
- Golden Living Room
- Hong Kong Express
- Internet Club
- CYBEREALITYライフ
- マクロスMACROSS 82-99
- Vaporgen
- XWaves
- Skylar Spence（英语：Skylar Spence）：本名Ryan DeRobertis，曾使用「Saint Pepsi」為藝名。
- 猫 シ Corp.
- yung lean 瑞典說唱藝術家

### 註腳
1. ↑  Ward, Christian. . Stylus.com. 2014-01-29  [2014-02-08]. （原始内容存档于2017-06-02）.
2. ↑  Tanner 2016，第3頁.
3. 1 2  Harper, Adam. . Dummy. 2012-12-07  [2014-02-08]. （原始内容存档于2015-04-01）.
4. ↑  Bowe, Miles. . Stereogum. 2013-07-26  [2016-06-26]. （原始内容存档于2016-07-21）.
5. 1 2  Schilling, Dave. . Grantland. 2015-09-18. （原始内容存档于2015-11-19）.
6. 1 2 3 4 5 6  Lhooq, Michelle. . Vice (magazine). 2013-12-27  [2014-04-10]. （原始内容存档于2014-04-26）.
7. ↑  Trainer 2016，第419頁.
8. 1 2 3 4 5  Han, Sean Francis; Peters, Daniel. . Bandwagon.asia. 2016-05-18  [2017-01-07]. （原始内容存档于2016-12-30）.
9. ↑  Gahil, Leor. . Chicago Reader. 2013-02-19  [2017-04-06]. （原始内容存档于2017-04-06）.
10. 1 2  Aux, Staff. . Aux. Aux Music Network.   [2016-01-02]. （原始内容存档于2015-09-23）.
11. 1 2 3 4  Harper, Adam. . Electronic Beats. 2013-12-05  [2014-02-08]. （原始内容存档于2014-02-23）.
12. ↑  Markowitz, Douglas. . Phoenix New Times. 2018-10-10  [2018-10-29]. （原始内容存档于2018-10-29）.
13. ↑  . Slate. 2018-07-11  [2018-10-29]. （原始内容存档于2018-10-29） （fr-FR）.
14. ↑  Beks, Ash. . The Essential.   [2015-12-08]. （原始内容存档于2015-12-10）.
15. ↑  Amarca, Nico. . High Snobiety. 2016-03-01  [2020-05-24]. （原始内容存档于2023-07-11）.
16. ↑  Enis, Eli. . The Outline.   [2020-03-14]. （原始内容存档于2020-03-30） （英语）.
17. 1 2 3  Beauchamp, Scott. . Esquire. 2016-08-18  [2017-04-01]. （原始内容存档于2017-04-03）.
18. ↑  Johnson, Astrid. . People's World. 2017-09-29  [2018-02-12]. （原始内容存档于2021-03-01）.
19. 1 2 3  Arcand, Rob. . Vice. 2016-07-12  [2016-12-30]. （原始内容存档于2016-12-31）.
20. ↑  Simpson, Paul. . AllMusic.   [2016-07-04]. （原始内容存档于2019-08-17）.
21. ↑  Hann, Michael. . The Guardian. 2016-12-14  [2017-05-31]. （原始内容存档于2016-12-20）.
22. ↑  . Rolling Stone. 10 New Artists You Need to Know. 2015-11-25  [2016-06-27]. （原始内容存档于2016-07-03）. The next-level gambit paid off with second album 新しい日の誕生, an unparalleled success within a small, passionate pocket of the internet.
23. ↑  . Tiny Mix Tapes.   [2017-02-28]. （原始内容存档于2017-03-01） （英语）.
24. ↑  . dazeddigital.com.   [2017-03-14]. （原始内容存档于2017-03-27）.